# مينود روست فان تونينغن
مينود مارينوس روست فان تونينغن (19 فبراير 1894 - 6 يونيو 1945) كان سياسي هولندي من الحركة الاشتراكية القومية في هولندا. أثناء الاحتلال الألماني لهولندا في الحرب العالمية الثانية تعاون على نطاق واسع مع قوات الاحتلال الألمانية. كان زوج فلورنتين روست فان تونينغن.

## النشأة
ولد مينود مارينوس روست فان تونينغن في 19 فبراير 1894 في جزيرة جاوة في مدينة سورابايا في جزر الهند الشرقية الهولندية (إندونيسيا حاليا). كان نجل الجنرال في جيش جزر الهند الشرقية الملكية الهولندية مارينوس برناردوس روست فان تونينغن الذي تميز بقمع الثورات ضد الحكم الهولندي في لومبوك وآتشيه وبالي. بعد المدرسة الثانوية أكمل دراساته القانونية في جامعة لايدن.
في الفترتين 1923-1928 و1931-1936 كان ممثلا لعصبة الأمم في فيينا. كانت وظيفته مراقبة السياسة المالية النمساوية. أثناء وجوده في فيينا طور قناعات قوية معادية للسامية ومعادية للشيوعية. أصبح صديقا مقربا لإنغلبرت دولفوس الذي أصبح مستشار النمسا في عام 1932 والذي قُتل في عام 1934.

## الحركة الاشتراكية الوطنية في فترة هولندا
أصبح عضوا في الحركة الاشتراكية الوطنية في هولندا في 7 أغسطس 1936 بعد عودته من النمسا. فاز بمقعد في البرلمان في انتخابات ذلك العام وأصبح زعيما لحزبه البرلماني في مجلس النواب الهولندي.
كما أصبح رئيسا لتحرير صحيفة الحركة الاشتراكية الوطنية في صحيفة الحزب الهولندي الوطني اليومية والتي حولها إلى وعاء لأفكاره الخاصة مما أثار استياء قيادة الحركة الاشتراكية الوطنية في هولندا. كان روست فان تونينغن مهووسا بألمانيا والفكرة الألمانية الكبرى بينما كان أنطون موسرت زعيم الحركة الاشتراكية الوطنية في هولندا أكثر تقاربا مع فكرة الفاشية كما نفذها بينيتو موسوليني في إيطاليا.
كان تأثير روست فان تونينغن بشكل أساسي هو الذي تسبب في أن تصبح الحركة الاشتراكية الوطنية في هولندا معادية للسامية بشكل علني أكبر. كانت معاداة روست فان تونينغن للسامية أكثر تطرفا من زعيم الحركة الاشتراكية الوطنية في هولندا أنطون موسرت. وبسبب نفوذه أصبحت الحركة الاشتراكية الوطنية في هولندا أقرب إلى الحزب النازي الألماني.
شهد عام 1939 تأسيس روست فان تونينغن للمنظمة شبه العسكرية: "حراس موسرت". أصبح العديد من أعضاء هذه المنظمة فيما بعد أعضاء في جيرمانك-إس إس. تم رفض طلب روست فان تونينغن بالقبول كعضو في فوج إس إس ويستلاند في البداية لأنه ولد في جزر الهند الشرقية الهولندية ولم يتمكن من الحصول على وثائق تثبت أن عائلته لديها 150 عاما من "الدم الآري النقي". ومع ذلك اعتبارا من عام 1943 أصبح بإمكان شعب الهندو (الأوروآسيويين الهولنديين) الانضمام إلى الرتب الدنيا في فافن إس إس. تقدم روست فان تونينغن مرة أخرى بطلب للحصول على عضوية قوات الأمن الخاصة وتم قبوله.

## الاحتلال الألماني لهولندا
أثناء الاحتلال الألماني لهولندا تم تعيين روست فان تونينغن مفوضا لتصفية جميع المنظمات الماركسية من قبل أرتور زايس إنكفارت المدير النمساوي لهولندا.
استهدف هذا بشكل خاص حزب العمال الديمقراطي الاجتماعي والحزب الاشتراكي الثوري والحزب الشيوعي. كان لا بد من تصفية الحزب الاشتراكي الثوري والحزب الشيوعي في حين كان لا بد من "إعادة بناء" حزب العمال الديمقراطي الاجتماعي على أساس العقيدة النازية. فشلت عملية إعادة البناء هذه لأن حزب العمال الديمقراطي الاجتماعي دمر معظم أرشيفاته وأوراقه الإدارية.
رفضت قيادة حزب العمال الديمقراطي الاجتماعي التعاون وخلال الاجتماعات الإقليمية لحزب العمال الديمقراطي الاجتماعي أُعلن أن حزب العمال الديمقراطي الاجتماعي لن يتعاون مع قوات الاحتلال الألمانية. رفضت جميع المنظمات التابعة لحزب العمال الديمقراطي الاجتماعي تقريبا التعاون مع محاولات روست فان تونينغن "لإضفاء الطابع النازي" عليها. اختارت معظم المنظمات (مثل اتحاد العمال الرياضي والمنظمات الموسيقية) حل نفسها بدلا من أن تصبح جزءا من التسلسل الهرمي النازي. في 5 يوليو 1941 تم حل حزب العمال الديمقراطي الاجتماعي مع جميع الأحزاب السياسية الأخرى المتبقية.

## المسؤول المالي
في 26 مارس 1941 تم تعيين روست فان تونينغن في منصبي الأمين العام لوزارة المالية ورئيس البنك المركزي الهولندي. خلال فترة توليه هذه المناصب حمل الألمان هولندا المسؤولية المالية عن تكاليف احتلال بلادهم. وقد حسبت الحكومة الهولندية التكلفة الإجمالية لذلك على المجتمع الهولندي بعد الحرب بمبلغ 9,488,000,000 رايخ مارك. إلى جانب هذا المبلغ لم يتم سداد مبلغ 5.750.000.000 رايخ مارك من القروض التي قدمتها هولندا لألمانيا أبدا لذلك تدفق مبلغ إجمالي قدره 14.500.000.000 رايخ مارك إلى ألمانيا. (مقارنة: فرنسا 43,250,000,000 وبلجيكا 11,070,000,000.)
في 1 أبريل 1941 تمت إزالة حواجز العملة بين هولندا والرايخ الثالث وفي 1 سبتمبر 1941 تمت إزالة العوائق الأخيرة في أسواق العملات بين البلدين أخيرا. وهذا يعني أن الألمان يمكنهم تداول ذهب البنك الوطني الهولندي مقابل ماركات ورقية.
لم يكن الرؤساء الماليون الآخرون للأراضي المحتلة حريصين مثل روست فان تونينغن على إزالة الحواجز ولم تتمكن هولندا من إنفاق الماركات الألمانية التي تم الحصول عليها بهذه الطريقة لدفع هذه البلدان الأخرى. جلبت المناطق الأخرى ماركاتها إلى هولندا لسداد ديونها الخارجية وقد سددت ألمانيا والدنمارك والمجر وفرنسا المحتلة ديونها بهذه الطريقة. أدى هذا بالإضافة إلى شراء الألمان للسلع الهولندية مقابل ماركات الرايخ إلى زيادة الرصيد الهولندي من ماركات الرايخ من 83.000.000 (مارس 1941) إلى 3.646.000.000 (سبتمبر 1941). في هذه الأثناء استمر روست فان تونينغن في طباعة كميات كبيرة من الأموال الهولندية. وأدى ذلك إلى أرقام تضخم كبيرة.
بصفته الأمين العام للشؤون الاقتصادية الخاصة شارك روست فان تونينغن في إنشاء شركة الشرق الهولندية وهي منظمة تشارك في إعادة إعمار أوكرانيا. وكانت جهود هذه الشركة فشلا ذريعا.

## الوفاة

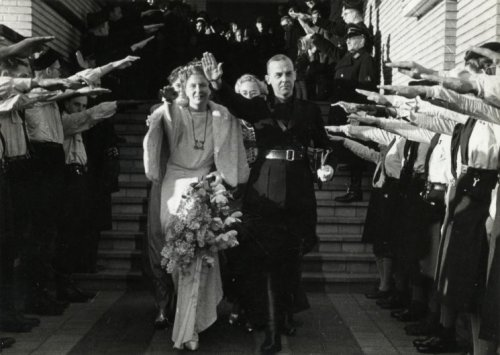
تزوج مينود روست فان تونينجن من فلورنتين هوبيل في عام 1940

في 5 سبتمبر 1944 فرت دوللي دينسداغ (الثلاثاء المجنون) وروست فان تونينغن مع عدد من المتعاونين الهولنديين الآخرين خوفا من تقدم جيوش الحلفاء بسرعة. وظهر مرة أخرى بعد أيام قليلة لكنه طرد من منصبه خلفا لقيادة الحركة الاشتراكية الوطنية في هولندا على يد أنطون موسيرت بعد أن كتب مقالا أشاد فيه بأعضاء الحركة الاشتراكية الوطنية الهولندية في منظمة الشباب الهولندي. (عاصفة الشباب الوطنية) الذين انضموا إلى قسم شباب هتلر.
في صيف عام 1944 تم تدريب روست فان تونينغن ليكون ضابطا في الكتيبة الأولى في هولندا العاصفة وهي منظمة دفاع هولندية شبه عسكرية. في مارس 1945 غادر إلى الخطوط الأمامية التي كانت تمر عبر وسط هولندا في باتافيا. في 8 مايو 1945 تم أسره من قبل القوات الكندية واحتجز في معسكر اعتقال في إلست. ومن هناك تم نقله إلى أوتريخت وفي 24 مايو 1945 تم نقله إلى السجن في شيفينينجن. يُزعم أن روست فان تونينجن انتحر هناك بالقفز من شرفة السجن في 6 يونيو 1945.

## العائلة
واصلت زوجته الثانية فلورنتين روست فان تونينغن الترويج لوجهات النظر المؤيدة لألمانيا والنازية بعد الحرب وأنكرت الهولوكوست وندمت على سقوط الرايخ الثالث وأي تهديد للنقاء العرقي. نشر أحد أبنائهم إيبي روست فان تونينغن مذكرات في عام 2012 عن طفولته في نيماندسلاند ("في الأرض الحرام").